# 海景足球會
海景足球會（Harbour View Football Club）是一支位於牙買加金斯敦的職業足球會，目前於牙買加國家超級聯賽角逐。

## 榮譽
國內
- 牙買加超級聯賽: 4

2000, 2007, 2010, 2013
- 牙買加足球冠軍盃: 4

1994, 1998, 2001, 2002
亞軍 (2): 2003, 2005
國際
- 加勒比球會冠軍盃: 2

2004, 2007

## 外部連結
- Official Website （页面存档备份，存于）
- Profile at Golocaljamaica
- Reggae Boyz Supporterz Club （页面存档备份，存于）